# Луїс Мічель
Луїс Ернесто Мічель Вергара (ісп. Luis Ernesto Michel Vergara; нар. 21 липня 1979, Гвадалахара) — мексиканський футболіст, що грає на позиції воротаря.

## Клубна кар'єра
Луїс Мічель дебютував у мексиканському чемпіонаті 24 вересня 2003 року за «Гвадалахару» проти «Ірапуато», який закінчився перемогою «Чіваса» 3:2. У 2006 році Луїс Мичель зіграв у першому чвертьфінальному матчі Кубка Лібертадорес проти аргентинського «Велес Сарсфілда». За свою червону воротарську форму в сезоні 2006 вболівальники почали називати Мічеля «Диявол» (ісп. El Diablo) і «Червоний» (ісп. El Coloradito). Але в 2007 році воротар почав надягати на матчі білу форму, і, урешті-решт, повністю перейшов на чорну, через що отримав прізвисько «Чорний лицар» (ісп. El Caballero Negro).
У Клаусурі-2007 Мічель став основним воротарем «Гвадалахари». У сезоні 2007 року під час матчу Північноамериканської суперліги проти «Атланте» у воротаря трапився подвійний перелом променевої і ліктьової кісток передпліччя, через що він повністю пропустив Апертуру-2008. Після повернення в 2009 році, Мічель разом з командою виграв Інтерлігу.
10 січня 2010 року після відходу Рамона Моралеса в «Естудіантес Текос» Мічель став капітаном «Чіваса». Під його капітанством команда здобула на старті чемпіонату 8 перемог поспіль, програвши вперше у Клаусурі-2010 у 9 турі «Хагуарес Чьяпас» 4:0. Загалом Мічель виступав за клуб до 2015 року, зігравши у 252 матчах чемпіонату. Також ненадовго здавався в оренду в клуби «Сантос Лагуна» та «Депортіво Сапрісса».
Надалі грав за команди «Дорадос де Сіналоа», «Лобос БУАП» та «Тіхуана», а з 2017 року знову став виступати за «Дорадос де Сіналоа».

## Виступи за збірну
Вперше Мічель був викликаний до збірної Мексики Уго Санчесом у 2007 році, але жодного разу не потрапив до складу. Дебют воротаря у збірній Мексики відбувся 3 березня 2010 за Хав'єра Агірре у товариському матчі проти збірної Нової Зеландії.
Влітку того ж року Агірре включив Мічеля в заявку на чемпіонат світу, на якому, проте, останній на поле не виходив.
Наступного року у складі збірної став переможцем Золотого кубка КОНКАКАФ 2011 року, але й там на поле не виходив. Також був учасником Кубка Америки 2011 року, де зіграв у всіх трьох матчах, але команда не вийшла з групи. Після цього за збірну більше не грав. Загалом у формі головної команди країни зіграв 7 матчів.

## Статистика
| Збірна Мексики | Збірна Мексики | Збірна Мексики |
| Роки           | Ігри           | голи           |
| -------------- | -------------- | -------------- |
| 2010           | 4              | 0              |
| 2011           | 3              | 0              |
| Усього         | 7              | 0              |